# Аржанникова, Татьяна Петровна
Татьяна Петровна Аржанникова (род. 20 ноября 1964, Витебск) — советская и белорусская гимнастка, чемпионка мира (1978), Мастер спорта СССР международного класса.

## Биография
Родилась в 1964 году в Витебске. Тренировалась у заслуженного тренера СССР Викентия Дмитриева.
Чемпионка мира в командном первенстве (1978). Серебряный призер чемпионата СССР в многоборье (1978, 1979), бронзовый призер в упражнениях на бревне (1978, 1981).
В 1988 году окончила Витебский государственный педагогический институт им. С. М. Кирова. В 1984–1994 гг. – тренер-преподаватель. С 1998 года - директор детско-юношеской спортивной школы Витебского городского управления спорта.